# شانگ ژیائوگانگ

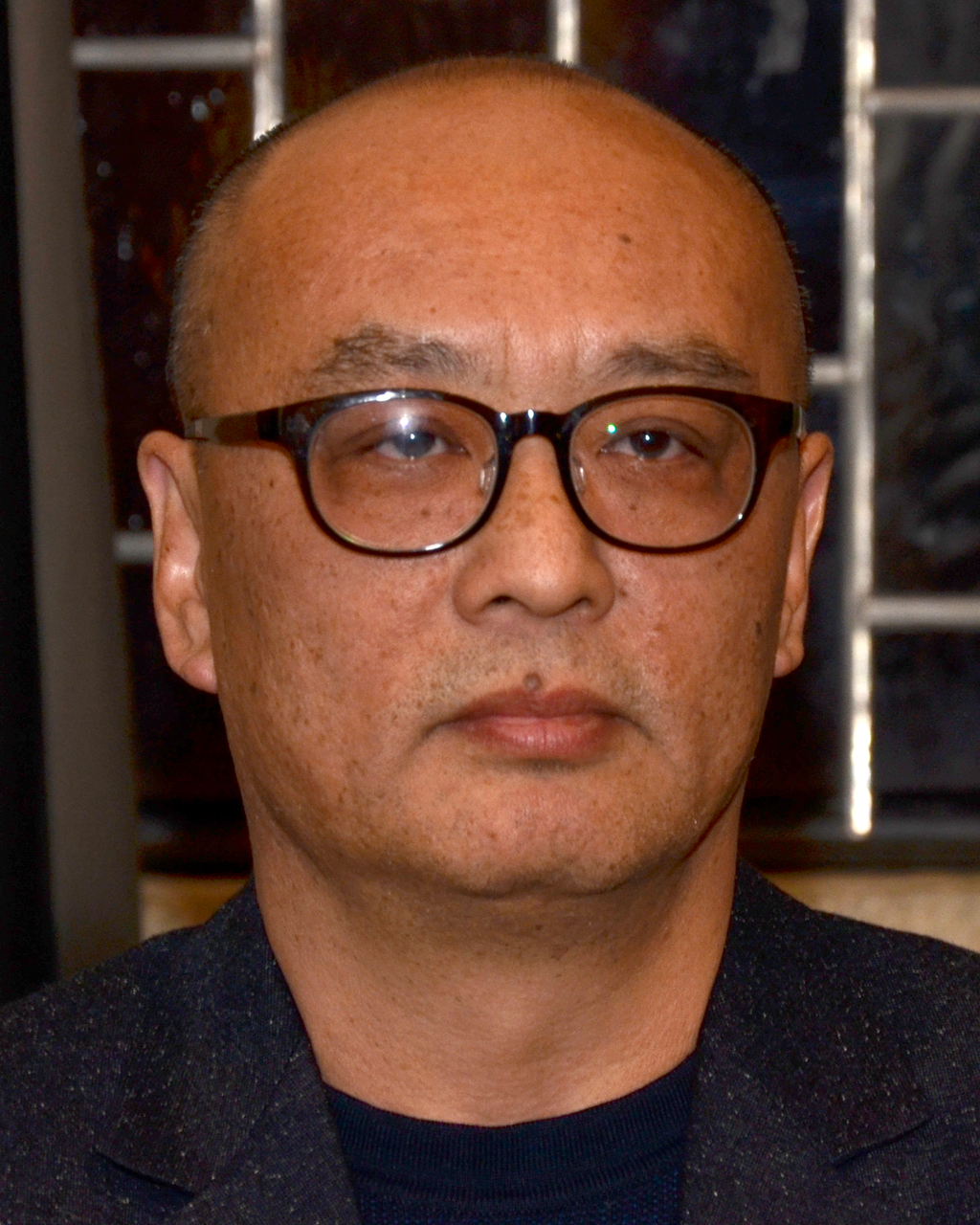
شانگ ژیائوگانگ، نقاش و نمادگرای چینی - ۲۰۱۸

شانگ ژیائوگانگ (به چینی: 张晓刚) نقاش فراواقع‌گرا و نمادگرای چینی است.

## سابقه هنری
در تاریخ ۴ آوریل ۲۰۱۱ میلادی، اثری از شانگ ژیائوگانگ با نام «عشق همیشه ماندگار»، که در سال ۱۹۸۸ میلادی، خلق شده‌بود، در حراجی سادبیز در هنگ‌کنگ به قیمت ۱۰٫۱ میلیون دلار به فروش رفت. این رقم باعث شد تا شانگ ژیائوگانگ به عنوان «گران‌ترین هنرمند معاصر چینی» شناخته شود.
سه‌لتی «عشق همیشه ماندگار»، چند فرد نیمه‌عریان را در یک منظره خشک و لم‌یزرع نشان می‌دهد که با نمادهای مختلف از جمله یک گوسفند لاغر و نزار، احاطه شده‌اند.